# موسیقی جیمز باند
«موسیقی جیمز باند» اصلی‌ترین موسیقی معرف فیلم‌های جیمز باند است و از زمان فیلم دکتر نو که در سال ۱۹۶۲ اکران شد، در تمام فیلم‌های جیمز باند تهیه‌شده توسط شرکت ایون پروداکشنز حضور داشته‌است. این قطعه که در می مینور  توسط مانتی نورمن ساخته شده (با تنظیم برای فیلم توسط جان بری و دیگران)، به عنوان یک فانفار همراه با سکانس مشهور لوله تفنگ در ابتدای هر فیلم جیمز باند (در کازینو رویال، در پایان آن فیلم) استفاده شده‌است.
«تم جیمز باند» دو بار تیتراژ آغازین را همراهی کرده؛ به عنوان بخشی از مِدلی که دکتر نو  با آن آغاز می‌شود و سپس دوباره در تیتراژ ابتدایی از روسیه با عشق. همچنین به عنوان موسیقی در تیتراژ پایانی دکتر نو، گلوله آتشین (فیلم) (۱۹۶۵) On سرویس مخفی اعلیحضرت (۱۹۶۹)، دنیا کافی نیست (۱۹۹۹)، کازینو رویال (۲۰۰۶)، ذره‌ای آرامش (۲۰۰۸)، اسکای فال (۲۰۱۲) و اسپکتر (۲۰۱۵) استفاده شده‌است.
در سال ۲۰۰۸، اجرای سال ۱۹۶۲ «موسیقی جیمز باند» توسط جان بری و ارکستر منتشرشده توسط یونایتد آرتیستس، در تالار مشاهیر گرمی گرامی داشته‌شد.